# Robert Wight
Robert Wight (6 de julio de 1796 – 26 de mayo de 1872) fue un cirujano y botánico escocés, que permaneció 30 años en la India.
Estudió botánica en Edimburgo con John Hope.
Fue director del Jardín Botánico en Madrás. Hizo uso de artistas locales para realizar ilustraciones botánicas. Aprendió el arte de la litografía, que usó para publicar Icones Plantarum Indiae Orientalis (Ilustraciones de las plantas de las Indias Orientales) en seis volúmenes, en 1856.

## Vida y obra
Robert fue hijo de un dibujante de documentación oficial en Edimburgo, y había nacido en Milton, East Lothian, Escocia. Era el 12º de catorce hermanos. Se educó en el Colegio de Edimburgo, y profesionalmente en la Universidad de Edimburgo, donde se recibió de médico en 1816.
Trabajó como cirujano embarcado por dos años, y fue a India en 1819. Se hizo primer asistente cirujano y más tarde cirujano del 33er Regimiento de Infantería Nativa en la Compañía de India Oriental. Su interés en la botánica fue claro, y cuando tres años más tarde fue transferido a Madras, hizo un cambio a los Jardines Botánicos y más tarde se empleó como naturalista en dicha Compañía.
Realizó extensas colecciones del sur de India, de 1826 a 1828, y envió todo a Sir William Hooker, en Glasgow. En 1828, el gobierno discontinuó su cargo en los jardines Botánicos, y lo reasignó a tareas de cirujano del regimiento, en Nagapattinam.
Se enfermó, luego de tres años, y se fue en 1831 a Escocia, llevando 100.000 especímenes de India (consistente en 3.000-4.000 especies; el bulto pesaba 2 t). Esos especímenes fueron estudiados y usados por el Dr. George Arnott Walker-Arnott, profesor de Botánica en la Universidad de Glasgow. Wight también publicó Spicilegium Nilghiriense en dos volúmenes con 200 láminas coloreadas. De 1840 a 1850, armó otros dos volúmenes llamados Illustrations of Indian Botany, con el objeto de proveer figuras y descripciones exhaustivas de algunas de las especies principales, descritas en el texto taxonómico del más alto mérito botánico, que fue preparado con el Dr. Walker-Arnott, y publicado como Prodromus Florae Peninsulae Indicae.
Wight se interesaba en hacer grandes ilustraciones de las plantas de la India, basándose en la botánica de Sowerby. Sus ilustradores fueron básicamente los artistas indios Rungia y Govindoo para Icones Plantarum Indiae Orientalis en seis volúmenes. Al contrario de otros autores británicos de ese tiempo, él registraba a los artistas nativos, y hasta bautizó un género de orquídeas como Govindoo. Aquí aparece por primera vez en esta flora de India con el sistema natural de clasificación; aunque el trabajo no estaba completo.
Ayudó a crear la "Sociedad de Madrás Agrihorticultural".
Wight finalizó su carrera en 1853, retornando a Inglaterra desde Coimbatore, donde atendía una granja experimental en algodón.

## Publicaciones
- Icones Plantarum Indiae Orientalis (seis volumes, 1840-1856).
- Illustrations of Indian Botany (dos volumes, 1841-1850).
- Spicilegium Nilghiriense (dos volumes, 1846-1851).

## Honores

### Epónimos
Géneros
- (Asteraceae) Wightia Spreng. ex DC.[1]
- (Scrophulariaceae) Wightia Wall.[2]

Especies
- (Acanthaceae) Eranthemum wightianum Wall.[3]
- (Agavaceae) Agave wightii J.R.Drumm. & Prain[4]
- (Amaranthaceae) Aerva wightii Hook.f.[5]
- (Anacardiaceae) Holigarna wightii N.P.Balakr.[6]
- (Annonaceae) Goniothalamus wightii Hook.f. & Thomson[7]
- (Apiaceae) Bupleurum wightii Koso-Pol.[8]
- (Araceae) Arisaema wightii Schott & C.E.C.Fisch.[9]
- (Arecaceae) Saguerus wightii H.Wendl. & Drude[10]
- (Asclepiadaceae) Oxypetalum wightianum Hook. & Arn.[11]
- (Asteraceae) Oiospermum wightianum DC.[12]
- (Boraginaceae) Tournefortia wightii C.B.Clarke[13]
- (Burseraceae) Commiphora wightii Arn.) Bhandari[14]
- (Campanulaceae) Campanula wightii Gamble[15]
- (Caprifoliaceae) Viburnum wightianum C.B.Clarke[16]
- (Celastraceae) Lophopetalum wightianum Arn.[17]
- (Commelinaceae) Commelina wightii Raizada[18]
- (Connaraceae) Connarus wightii Hook.f.[19]
- (Convolvulaceae) Convolvulus wightii Wall.[20]
- (Clusiaceae) Calophyllum wightianum Wall.[21]
- (Combretaceae) Combretum wightianum Wall.[22]
- (Crassulaceae) Kalanchoe wightianum Wall.[23]
- (Cucurbitaceae) Gynostemma wightianum Benth. & Hook.f.[24]
- (Cyperaceae) Hypolytrum wightianum Boeckeler[25]
- (Dilleniaceae) Acrotrema wightianum Wight & Arn.[26]
- (Ericaceae) Ceratostema wightianum Griff.[27]
- (Eriocaulaceae) Eriocaulon wightianum Mart.[28]
- (Gentianaceae) Exacum wightianum Arn.[29]
- (Lycopodiaceae) Diphasiastrum wightianum (Wall. ex Hook. & Grev.) Holub[30]
- (Malvaceae) Gossypium wightianum Tod.[31]
- (Melastomataceae) Memecylon wightianum Triana[32]
- (Menispermaceae) Coscinium wightianum Miers[33]
- (Menyanthaceae) Limnanthemum wightianum Griseb.[34]
- (Moraceae) Urostigma wightianum Miq.[35]
- (Myrtaceae) Syzygium wightianum Wall.[36]
- (Ochnaceae) Diporidium wightianum Kuntze[37]
- (Orchidaceae) Saccolabium wightianum Lindl.[38]
- (Poaceae) Panicum wightianum Arn. & Nees ex Nees[39]
- (Polypodiaceae) Polypodium wightianum Wall.[40]
- (Pteridaceae) Acrostichum wightianum Wall.[41]
- (Ranunculaceae) Thalictrum wightianum Greene[42]
- (Rosaceae) Pygeum wightianum Blume[43]
- (Santalaceae) Thesium wightianum Wall.[44]
- (Sapotaceae) Mastichodendron wightianum (Hook. & Arn.) H.J.Lam[45]
- (Solanaceae) Solanum wightianum Rydb.[46]
- (Stylidiaceae) Stylidium wightianum Wall.[47]
- (Urticaceae) Elatostema wightianum Wedd.[48]
- (Viscaceae) Viscum wightianum Wight & Arn.[49]
- (Zingiberaceae) Zingiber wightianum Thwaites[50]

- La abreviatura «Wight» se emplea para indicar a Robert Wight como autoridad en la descripción y clasificación científica de los vegetales.[51]